# Joseph-Marie Vien

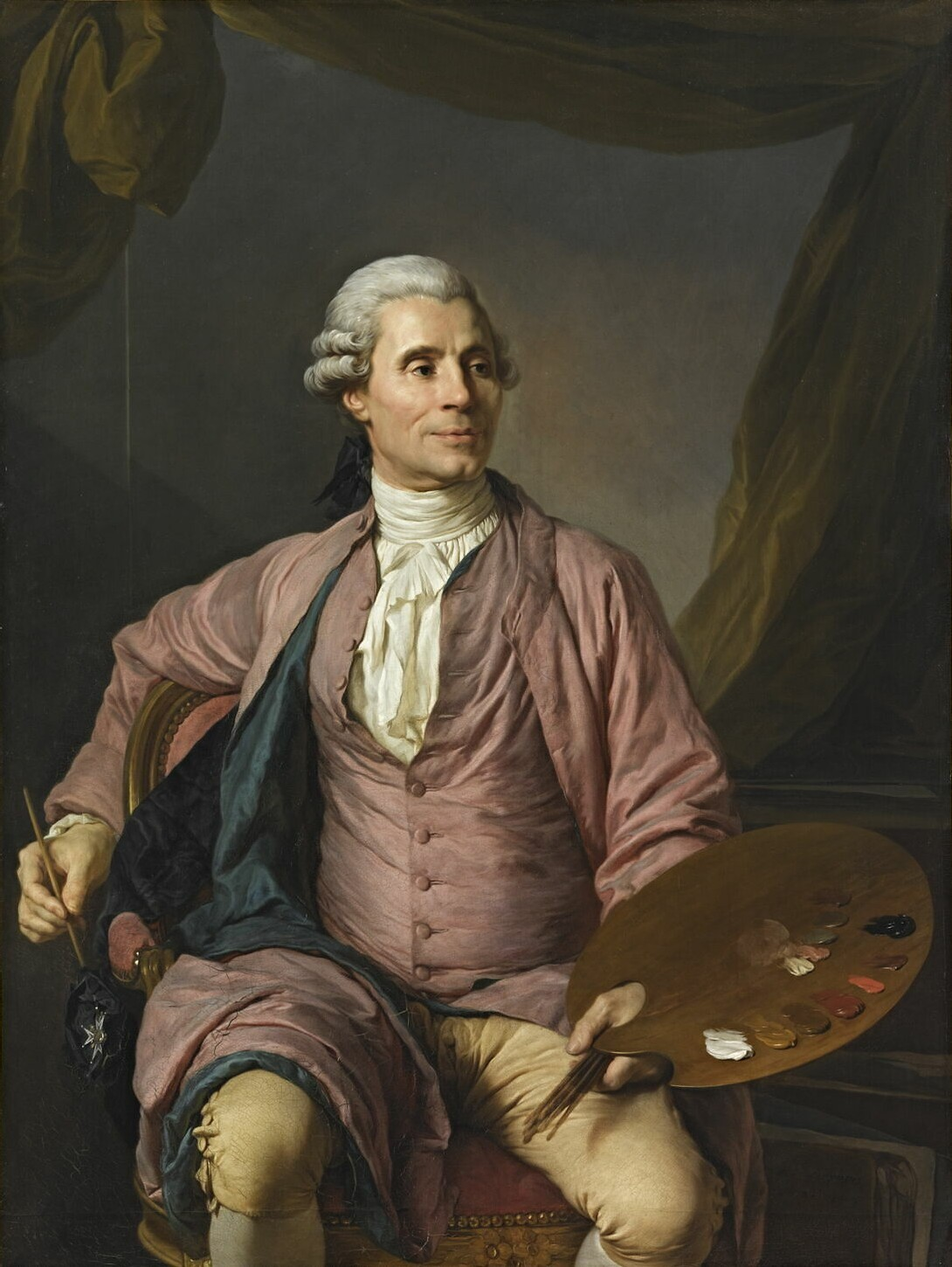
Joseph Marie Viens porträtt av Joseph Siffred Duplessis (1784).

Joseph-Marie Vien, född den 17 juli 1716 i Montpellier, död den 27 mars 1809 i Paris, var en fransk målare. Han var gift med Marie-Thérèse Reboul.
Han hade i sin ungdom anställning hos en kartritare och vid en fajansfabrik, var sedan elev för en målare vid namn Giral i fyra år, målade porträtt, kom 1740 till Paris, fick inträde i konstakademins skola och vann Rompriset 1743. I Rom stannade han till 1750. I opposition mot tidssmaken hade han börjat predika återvändande till naturen och antiken, vilket inte behagade de styrande vid akademin. Men 1751 blev han dock agreerad, och 1754 blev han professor och fick en mängd lärjungar. 
År 1775 blev han direktör för franska akademin i Rom och begav sig dit, åtföljd av flera lärjungar, bland dem David. I Rom, där han vistades till 1781, anordnade han årliga utställningar av elevernas arbeten. Återkommen till Frankrike, blev han 1789 "premier peintre de sa majesté", men under revolutionen blev han fängslad, miste tjänst och lön och undslapp giljotinen endast för att han varit Davids lärare. Han arbetade dock fortfarande och vann 1796, vid 80 års ålder, pris i en offentlig tävling.

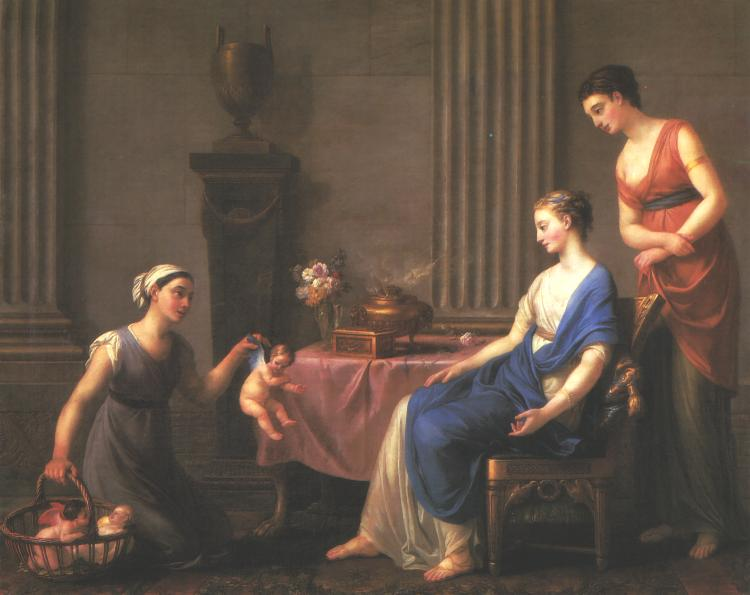
Joseph Marie Vien - "Försäljare av kärleksgudar" (1763). Musée National du Château, Slottet Fontainebleau.

Han var verksam ännu året före sin död. Vien målade huvudsakligen klassiska ämnen, såväl heroiska som idylliska: Dædalus och Icarus (1754), Insomnad eremit (1750), Amurer lekande med svanar och duvor (1758) och S:t Germain och S:t Vincent (1755) i Louvre. För övrigt kan nämnas S:t Denis predikar (i kyrkan S:t Roche), Priamos avreser till grekiska kriget, Minerva, Anakreon, Nymf, Försäljare av kärleksgudar (efter en gammal fresk i Rom) samt porträtt. Bland hans elever återfinns David, Regnault, Vincent och svensken Wertmüller. Själv berömde sig Vien för att han var den förste som i sin ateljé införde studium efter levande modell. 